# 船帆座HV
船帆座HV，又名CD-50 3417，HD 73340、SAO 236110、HR 3413，是船帆座的一颗恒星，视星等为5.8，位于銀經268.27，銀緯-6.18，其B1900.0坐标为赤經8h 32m 52.8s，赤緯-50° -6.18′ 21″。